# 崔普一家物語
《崔普一家物語》為日本動畫公司製作的《世界名作劇場》系列第17部的動畫作品。改編自奧地利作家瑪莉亞·馮·崔普的作品《崔普家庭演唱團》（The Story of the Trapp Family Singers）。自1991年1月13日播至同年1991年12月22日，全40集。

## 故事
從小父母親去世，困苦重重的瑪莉亞。以當修女為目標的她，瑪莉亞因而來到了薩爾斯堡，她想拜訪了最嚴苛的修道院，而被指引前往儂柏格修道院，她想志願當修女的結果，讓她被以修女見習生的身分許可進入。但是，對於慣例與規定漫不經心的瑪莉亞，慢慢的她被修道院裡的人當成有問題的人物一般看待。
有一天瑪莉亞，被指派前往奧地利的名門貴族崔普艦長的家，當二女兒瑪莉亞的家庭教師，9個月的時間。家中的7個孩子，當初很反對並排斥著她，不過她並不退縮，接著她慢慢的為失去天真浪漫的小瑪莉亞打開心房。過了一段時間後的蓋歐格，逐漸的被瑪莉亞所吸引了......。

## 登場人物與配音員陣容

### 瑪莉亞與崔普一家
瑪莉亞·克契拉
配音員：勝生真沙子；香港：盧素娟；臺灣：傅其慧
女主角。在世界名作劇場系列裡是最年長的18歲。當火車前往維也納的時候，在經過蒂羅爾的時候出生。在維也納的師範學校畢業之後，立刻就到儂柏格修道院裡當修女見習生。有一天，她被派遣到崔普家擔任第26位家庭教師，條件是要做滿9個月。從小因為父母雙亡的她，對於家族有個強烈的思念。有著天真浪漫的性格，用她的方法慢慢的打開孩子們封閉的心靈，不久後她就和蓋歐格結婚了。結婚前她做家庭教師的工資大部分都捐給儂柏格修道院了。
結婚後也改名叫瑪莉亞·馮·崔普了。結婚後家庭開始危機重重，並發揮她賢妻良母的本領。生日是1月25日的摩羯座(但是這本來是水瓶座的日子)。
蓋歐格·馮·崔普（DVD翻做蓋魯克）
配音員：堀勝之祐；香港：鄧榮銾；臺灣：袁光麟
崔普家的主人，被封為男爵。38歲。是個有品格與才智的紳士。妻子阿嘉塔死亡之後，對於孩子們有點冷淡，並封閉著他的心靈，不過在跟瑪莉亞交往之後，又變的像以前一樣是個有溫暖性格的人。原本是個軍人，不擅長貴族的生活。他是第一次世界大戰時，奧地利海軍的潛水艇的艦長(階級是上將)。因此，他有著愛國心與自尊，在故事後半和納粹對峙，把徵兵作為時機，並且決定逃到國外去。
這故事的作品設定不是很清楚，但實際上，第1次世界大戰結束之後，與德國一起合併的奧地利，並沒有接觸海的機會，所以在那期間海軍並不存在。
魯伯特·馮·崔普（DVD翻做羅貝多）
配音員：安達忍；香港：袁淑珍
崔普家的大兒子。14歲。體育很好外，功課方面也很好，認真做個健壯的人。目標是想當個醫生，並且考上了因斯布魯克的醫科大學預科。手指非常的靈巧。不過有著連續2天都吃肉，會吃壞肚子的體質。
海德薇希·馮·崔普（DVD翻做莉慈）
配音員：川村萬梨阿；香港：林元春
崔普家的大女兒。13歲。個性剛強，一開始對瑪莉亞的事情很反對，但是漸漸的被她打開了心房。非常反對父親與伊凡妮再婚，她希望父親敢快跟她解除婚約，如果不解除婚約的話，她離家出走後就再也不回來了。
在原作中有提到，她的名字是來自與她同名的奶奶(蓋歐格的母親)或是她的姑姑(蓋歐格的姊姊)。
韋納·馮·崔普（DVD翻做路納）
配音員：松岡洋子；香港：區瑞華
崔普家的二兒子。10歲。是個充滿活力的淘氣少年。貴族世家兄弟裡第1個被討厭的。平常是個愛惡作劇的孩子，對動物非常善良。喜歡吃藍莓，不過吃太多而吃壞了肚子。
在原作中有提到，他的名字是來自與他同名而在第一次世界大戰時捐軀的叔叔(蓋歐格的弟弟)。
瑪莉亞·馮·崔普
配音員：白鳥由里；香港：楊婉清
崔普家的二女兒。8歲。為了與瑪莉亞區別，通稱：小瑪莉亞。2年前感染了猩紅熱之後，身體就變的很虛弱。完全不想吃飯，並且關閉自己的心靈，但是在遇到瑪莉亞之後，就漸漸有精神了。因為一件事情的開端，她開始練習起母親留下的小提琴。她的個性很平穩又善良，不過也有對瑪蒂達夫人展現出反駁的一面。
約翰娜·馮·崔普（DVD翻做瓊安）
配音員：石川寬美；香港：曾佩儀
崔普家的三女兒。6歲。是個很調皮的女孩子，是個很會迷路的孩子，偷偷化妝，吞下硬幣與蚊子等等，什麼事情都讓她很感興趣。她是崔普家的開心果。
瑪蒂娜·馮·崔普（DVD翻做瑪蒂）
配音員：鈴木砂織；香港：黃麗芳
崔普家的四女兒。5歲。很頑固，很少說話，有時候她有驚人的發言。手上抱著的泰迪熊妮可拉，家裡的人都說「瑪蒂娜是妮可拉的小媽媽」。
阿嘉特·馮·崔普（DVD翻做安荷特）
配音員：渡邊菜生子；香港：梁少霞
崔普家的五女兒。3歲。兄弟姐妹中的老么，她很愛撒嬌，又很喜歡惡作劇。有著睡覺連續5天都會尿床的紀錄。而天真無邪的她還會很開心的迎接著納粹黨員。
名字在原作中與母親相同。
阿嘉塔·馮·崔普（DVD翻做雅歌特）
7個孩子的母親，蓋歐格的妻子。2年前染上猩紅熱而死亡。舊姓懷特海德。名字在原作中與大女兒(動畫是小女兒)同名，都叫做阿嘉特。
真實中的她的爺爺羅伯特·懷特海德是發明魚雷的英國人，而她的父母也都是英國人，不過由於她父母後來在德國定居生下她，其名字是依照德語的唸法唸做「阿嘉特」，德語的「阿嘉特」，在英語唸做阿嘉絲。

### 家裡的傭人、親人
瑪蒂達夫人（DVD翻做瑪琪露夫人）
配音員：藤田淑子；香港：姚天麗
崔普家的女管家。對於貴族世家方面的事情非常嚴格，對於瑪莉亞的存在，使她相當的不滿，後來慢慢的承認她的存在，在瑪莉亞與蓋歐格結婚的時候藉此引退，返回維也納。有個很實用的屁股。腳程出其意料的快。非常擅長撲克牌占卜。
漢斯·史威格
配音員：平野正人；香港：黃健強
崔普家的管家。有著一本正經誠實的性格，不僅僅對孩子們，對瑪莉亞也支助各式各樣的東西。在打扮成聖尼可拉斯的時候，得到了家族給他的親密感。但是，他的個性最後化為仇視，景仰著納粹黨，與蓋歐格對峙。
美美（DVD翻做咪咪）
配音員：荻森順子；香港：雷碧娜
崔普家的女傭。在阿嘉特出生以來就在辛勤的工作著。蒂羅爾出身的，有著蒂羅爾的地方口音。故事進入尾聲時結婚離開了崔普家。
克萊麗娜（DVD翻做克萊妮）
配音員：色川京子；香港：蔡惠萍
崔普家的女傭，不過嚴格來說是瑪蒂達夫人的專門女傭。有著很討人厭的口氣，總是很喜歡和美美吵架。之後，她與瑪蒂達夫人一起返回維也納去了。
蘿西
配音員：遠藤晴；香港：方煥蘭
崔普家的廚師。是個很有氣勢的阿姨，她是站在瑪莉亞這一邊的夥伴。以前，她好像在豪華客輪上乘船渡過七大洋。
法蘭茲（DVD翻做法蘭斯）
配音員：大山高男
崔普家的庭園師。與蓋歐格在第一次世界大戰的時候相遇。如今還是稱呼蓋歐格為艦長，愛慕著他。在崔普家破產的時候支援了他們，還有幫助崔普一家逃命。
卡爾
配音員：小林道孝
每天早上都來崔普家擠牛奶的青年。後來與女傭美美結婚，實際上他們兩個是戀人，之後他們一起住在蒂羅爾的山裡面。
愛格妮絲（DVD翻做葛妮）
瑪蒂達夫人的妹妹，好像生病了所以瑪蒂達夫人才去探望她的病情。

### 孩子們的朋友
娜絲塔莎·伊凡諾芙娜（DVD翻做娜塔莎）
配音員：天野由梨
住在奧地利的俄國人的少女。海德薇希的同學，關係非常好。因為德國人的勢力逐漸擴大，不得不和家人搬回俄國去。她是個人格純潔，心地善良的少女。對於瑪莉亞老師的笑容她的臉紅了。在雨中，她打了卑鄙的安東一巴掌，對魯伯特很溫柔。
安東
配音員：飛田展男
對西洋劍非常擅長的少年。戀愛著娜絲塔莎，和魯伯特是情敵。在娜絲塔莎生日的時候，原本是要把自己的心意放在自己寫的情書放在音樂盒裡，可是在得知娜絲塔莎喜歡的是魯伯特。他很不高興，打算偷偷拿回情書，結果在取出來時，不小心把自己送的禮物給弄壞了，想把這個罪給嫁禍給魯伯特身上。之後在瑪莉亞的勸說之下，他才在車站那裡與娜絲塔莎還有魯伯特和解。
威爾漢（DVD翻做赫普）
魯伯特的同班同學。西洋劍非常的擅長。總是與安東爭取第1名和第2名。
韋納的朋友
配音員：松井摩味
想看看啄木鳥的住的地方是什麼樣子的韋納，在他爬樹之際幫忙他當踏腳墊的朋友。

### 儂柏格修道院
修道院院長
配音員：山口奈奈
儂柏格修道院的院長，對於想當修女的瑪莉亞非常的親切。在得知瑪莉亞無家可歸時，她感到非常擔憂。
桃樂絲修道長
配音員：藤夏子
儂柏格修道院的修女見習生的監督指導時的修女。對於有煩惱的瑪莉亞，她有時會給她一些參考的意見。有的時候瑪莉亞做出很驚人的舉動的時候，她也會很生氣。對瑪莉亞來說，她就像她的親生母親一樣。
拉法葉拉
配音員：久川綾
儂柏格修道院的修女見習生。有點膽小與瑪莉亞的關係很好，平時很細心的照顧著瑪莉亞。
露西亞
配音員：中村萬里
儂柏格修道院裡年紀最大的修女。耳朵有點重聽，一般人想要和她見面並不是件容易的事情。
蘿拉
配音員：榊原良子
儂柏格修道院的修女。戴著眼鏡看起來很有氣度。在諾貝魯克學院裡當老師。對於瑪莉亞的所做的逾越行為，她非常的不認同。
漢娜
配音員：色川京子
儂柏格修道院的修女見習生。臉尖尖的，高高瘦瘦的，只要通過考試就是正式的修女了。
伊麗莎白
配音員：柿沼紫乃
儂柏格修道院的修女見習生。戴著眼睛，身材有點胖，她與漢娜一樣只要通過考試就是正式的修女了。
修女
配音員：阿部道子
儂柏格修道院的修女。在快要下雨的時候，被瑪莉亞通知要去收衣服，之後在看到瑪莉亞爬繩索上去嚇了一跳，不久候繩索斷了，瑪莉亞要從牆上掉下來時，她趕緊去接住的她。
修士
配音員：廣森信吾
在瑪莉亞下火車要前往最嚴苛的修道院的時候，被瑪莉亞尋問的修士。不知道是哪家修道院的修士，不過是他指引瑪莉亞前往儂柏格修道院的。
督察官
配音員：村松康雄
班納狄克修道院的督察官，好幾次來到儂柏格小學來督察。看起來是個嚴厲又很恐怖的人，修女對他的評價就是「什麼東西都要說是太陽賦予的」。孩子們這樣的回答，讓他展現滿意的笑容。

#### 儂柏格小學的學生
約瑟芬娜
配音員：西原久美子
儂柏格小學的女學生。非常喜歡溫柔的拉法葉拉老師。
康絲坦茲
配音員：色川京子
儂柏格小學的女學生。一定都綁成三辯的髮型，根據作業，瑪莉亞獲得了很好的成績。很有精神！！
漢斯
配音員：江森浩子
把青蛙放在瑪莉亞老師頭上，讓她驚嚇的淘氣男孩子。
彼得
配音員：佐藤智惠
漢斯的壞朋友，是有點調皮搗蛋的小子。
湯瑪斯
配音員：松岡洋子
儂柏格小學的男同學。很有精神的和爺爺一起生活，因為家裡貧窮，總是因為在早上擠羊奶的時候遲到。在海德薇希離家出走之後，幫助了沒有錢的她，並且把她帶到自己的家裡。
女孩子
配音員：鈴木砂織
儂柏格小學的女學生。與約瑟芬娜的關係很好。
男孩子
配音員：柿沼紫乃
儂柏格小學的男同學。在視察的時候，很有精神的回答著。

### 瑪莉亞回憶過去的人物
卡爾·克契拉
配音員：戶谷公次
瑪莉亞在回想時登場的父親。在國外做著工程師的工作。名字在動畫中沒有提過，但事實上他的名字叫「卡爾」。在維也納的克契拉家，生活過的並不是很好。雖然生活困苦，但是有一個小小的家的感覺，也讓他覺得很滿意了。他是個對瑪莉亞很溫柔的父親，有著灰色枯槁的黑髮，人瘦瘦的，時常穿著西裝。
事實上，他與瑪莉亞住的時候，是在7歲到9歲，這2、3年之間，但是在瑪莉亞9歲的時候，他在沙發上永眠了。
奧古絲塔·克契拉
配音員：川島千代子
在瑪莉亞回想時登場的母親。名字在動畫中沒有提過，但事實上她的名字叫「奧古絲塔」。舊姓萊納。她與瑪莉亞長的很相像。有著黃色般的後梳的栗子色頭髮，是個很漂亮的人。在下雪的夜晚搭火車前往維也納的路上，在通過蒂羅爾的時候，生下了女兒瑪莉亞。在瑪莉亞出生之後，她告訴車掌，她的丈夫卡爾在維也納的車站等著她，因為她與丈夫做了這個約定。但是在那之後，在瑪莉亞2歲的時候，得了肺炎去世了。
齊格弗里德
配音員：佐藤正治
瑪莉亞父母親去世的時候，領養瑪莉亞的叔叔。瑪莉亞父親卡爾的表姊的兒子，以前是個法官，因為有心病，在家裡時就拿鞭子暴力相向。特別是對待瑪莉亞這孩子，多次受到他的虐待。當瑪莉亞考上高等師範學校，他很不同意，讓瑪莉亞很受不了，因此瑪莉亞趁著他睡午覺的時候，離家出走不回來了。不過這是他會打瑪莉亞是因為有病的關係，其實有很認真考慮瑪莉亞的事情。在第27話時，瑪莉亞回想中，他有來找她，不過並沒有帶她回去。之後他辭去法官的工作，現在他在維也納的醫院中治療著。
養母
配音員：中村萬里
瑪莉亞父親的表姊。雖然已經年老了，不過是個溫柔的人，領養變成孤兒的瑪莉亞。對於兒子齊格弗里德非常的苦惱、傷心、痛苦。對於14歲要離家出走的瑪莉亞有點不放心，她與瑪莉亞話別並幫瑪莉亞祈禱，事事能一切順利平安。
安妮
配音員：平松晶子
瑪莉亞中學時期的朋友。瑪莉亞離家出走時仰賴著她，瑪莉亞在森梅林克的觀光勝地旅館裡工作，在高等師範學校學習。
安妮的母親
配音員：峰敦子
安妮的媽媽，被森梅林克的觀光旅館僱用的員工。丈夫很早就死了，是個1個人養育5個孩子的很有膽量的母親。為了維持家計，幫有錢的客人洗衣服。當瑪莉亞外出去找工作回來，一片愁雲慘霧時，她對瑪莉亞說「羅馬不是一天造成的」，要她不要因此而放棄了。
經理
配音員：澤木郁也
森梅林克的觀光飯店的經理。看起來年紀已經過了中年。最初還是小孩子的瑪莉亞要求工作，他卻對她說妳後天再來吧！不過後來他請了一位侍者，去請瑪莉亞來擔任網球的裁判，因為他們雇的裁判生病了，要瑪莉亞代他的缺，後來瑪莉亞也同意了。
侍者
配音員：佐藤浩之
森梅林克的觀光飯店的年輕侍者。對於不知道網球規則的瑪莉亞，他一一的教導她，看起來是個很溫柔的大哥哥。

### 蓋歐格再婚對象家的人物
伊凡妮·貝維德雷
配音員：山田榮子；香港：林丹鳳
貝維德雷伯爵的令千金。通稱：伊凡妮小姐。崔普男爵(蓋歐格)的妻子阿嘉塔去世之後，作為崔普男爵的再婚對象而交往著…。對於孩子們的事情很困惑，不想成為孩子們的母親，只想成為蓋歐格的妻子。
對於掉到地板上的手帕，她不會想再使用。有一次阿嘉特把盤子裡的食物放在她的高貴洋裝上，結果害她生氣的走人了。不久之後與蓋歐格的婚約宣告破局，她見到瑪莉亞後，告訴她妳一定可以成為一個好妻子的，說完就走了。後來她與一個小她3歲的英國貴族結婚。被海德薇希評斷說是個不知羞恥的女人。
貝維德雷伯爵
伊凡妮的父親。在故事中沒有出現過，所以不知道他的品行是個怎麼樣的人。
格林戴爾華德伯爵夫人
配音員：大方斐紗子
住在克拉根福，伊凡妮的阿姨。纖細消瘦，有著白髮的老婦人。對愛國心非常強烈，讚揚崔普男爵的英勇事蹟。相反的，對於過去第一次世界大戰的敗北而流淚。對於姪女伊凡妮，她聽聞伊凡妮不想要照顧有家室的蓋歐格的孩子的時候，讓她覺得伊凡妮太挑了。
廚師
配音員：神山卓三
貝維德雷伯爵家的廚師。伊凡妮帶來做維也納上流貴族高級菜肴的人。他總是發出很娘的聲音，讓人感覺是個人妖。在洗菜時一邊唱歌一邊搖擺身軀洗著馬鈴薯，看來做菜的時候他也會這樣。
約瑟夫
配音員：上田敏也
冬天的社交滑雪場，貝維德雷伯爵家的別墅的老管家。看起來敦厚老實，與漢斯的感覺大不相同。
女傭
配音員：山崎和佳奈
貝維德雷伯爵家的別墅裡的一位女傭。只有說過一句台詞。是個比美美和克萊麗娜還美的女人。
司機
配音員：小林道孝
貝維德雷伯爵家的中年司機。態度瀟灑、體型瘦長。總是追隨著主人的感覺。

### 其他登場的人物
湯瑪斯的爺爺
配音員：緒方賢一
湯瑪斯的爺爺。對於歲月沒有感覺，很頑固。與孫子湯瑪斯兩個人，在小屋生活著。對於淘氣的孫子總是拳頭相向，在海德薇希肚子痛的時候，他才與她有所接觸。看起來很恐怖，其實人是很好的。
懷特海德男爵
蓋歐格的妻子阿嘉塔的父親。對7個孩子們來說是外公。
懷特海德男爵夫人
配音員：島美彌子
蓋歐格的妻子阿嘉塔的母親。對7個孩子們來說是外婆。與丈夫一起住在維也納。
華斯納神父
配音員：森功至
住在崔普家的投宿的年輕神父。栗子色的頭髮往後梳，戴著穩重的眼鏡。每天早上都和崔普家的人在吃飯前一起禱告。在音樂上擔任指揮的部分，故事進入尾聲時，他和崔普一家一起逃亡。
神學生
配音員：田中一成
天主教大學的神學生，住在崔普家中。
藍默夫人
經營藍默銀行的夫人。蓋歐格把全部的財產全都存在藍默銀行。結果在德國的壓力下，藍默銀行倒閉了。
銀行行員
配音員：佐藤浩之
藍默銀行的銀行行員。快要倒閉的時候，慌慌張張的打電話過來。當蓋歐格想要把錢領出來的時候，結果行不通，隨著銀行倒閉，崔普家也跟著破產。
綠蒂·李曼
配音員：秋元千賀子
在德國出生的有名女高音，曾經住過崔普家的阿姨。本名為夏綠蒂，她推薦崔普家在音樂季的時候演出，而崔普家後來才有在收音機，和舒斯希尼希總統的宴會邀請的演奏會上有機會登場。(從瑪莉亞的自傳得知，她與華斯納神父同樣是真實存在的人物。)
沃特曼醫生
配音員：石森達幸
住在薩爾斯堡的醫生，治療崔普家的小瑪莉亞與得了肺炎的瑪蒂娜。納粹進攻奧地利時，他被秘密國家警察給帶走了。是個有些許歲數的老人，不是是個相當有實力的名醫。
庫特·馮·舒斯希尼希【舒斯尼格】
配音員：筈見純
奧地利共和國的總統。聽聞崔普家孩子們的聲音，邀請崔普一家合唱團參加宴會。之後屈服於納粹，讓奧地利與第三帝國合併。
在歷史上是真有其人，不過實際上他不是奧地利的總統，而他是奧地利的首相「舒斯尼格」，不過在動畫中卻把他的姓改成「舒斯希尼希」，並且讓他變成一位總統。
丹尼斯·華格納
配音員：福田信昭
在美國紐約的辦公室有點年紀的演出師。大大改變崔普一家命運的人，是個很開朗的美國人。只不過這個美國人第一次崔普一家打招呼的時候，說的是英文。當時在收看的孩子聽的懂嗎？之後由於約翰娜掀起的偶發事件，他是第一個笑的人。
記者
配音員：真地勇志
來到大廳採訪瑪麗安·安德森的音樂會的年輕記者。好像是個新人，對於「崔普一家合唱團」的事情，他好像不太清楚。
秘密警察將校
配音員：銀河萬丈
惡名漲高納粹的秘密警察的幹部。有好幾次來到崔普家，要求他們屈服於納粹。身高很高，看起來好像有禿頭，是個冷酷無情的男子。不過阿嘉特卻一點也不覺得他很恐怖。　　　　　
阿道夫·希特勒
配音員：福田信昭
稱為「戰爭的世紀」的20世紀，而君臨的第三帝國納粹德國的總統。以口才出眾，作為政治家的領袖人物，有超俗的魅力……猶太人大屠殺，第二次世界大戰爆發時的獨裁者。

## 與真實故事的差異
- 在這裡，將簡單描述真實的瑪莉亞的故事與動畫的不同。
  - 瑪莉亞被派遣到崔普家時的年齡在原作中是21歳。
  - 蓋歐格與瑪莉亞的年齡差25歳(動畫是20歳)。
  - 孩子們的順序，也稍有不同，動畫裡的順序和原作不同，事實上是
魯伯特→阿嘉特→瑪莉亞→韋納→海德薇希→約翰娜→瑪蒂娜。
  - 還有，他們母親的名字，在原作是將阿嘉特「Agathe」(動畫是阿嘉塔「Agatha」)寫作和女兒阿嘉特(アガーテ)「Agathe」一樣。(這裡是為了怕混淆視聽，所以才變更為阿嘉塔)。
  - 事實上，在逃亡到美國期間，瑪莉亞與蓋歐格中間，還生下了蘿絲瑪麗與愛麗奧諾蕾兩個女兒。但是，瑪莉亞逃亡期間懷孕的事情是真的話 (實際上，是生下小兒子約翰尼斯)。
  - 管家漢斯·史威格(Hans Schweiger)，在事實上坦白他是奉納粹來監視的黨員之後，「(他變的不得不為上司變更報告)而他自己不想再做關於政治的事情了」，在它們接到美國音樂演出的委託時，他建議崔普家的人趕快逃亡，他在這裡是有協助崔普家的。
- 這些地方與動畫有很大的差異，但基本上電影「音樂之聲」是真實呈現出來的。

## 主題歌、插入歌
- 片頭曲『Do-Re-Mi之歌』(第1話~第40話)(首播、重播版)
  - 作詞：佩姬葉山、歌：伊東惠里、樹林兒童合唱團、作曲：理查·羅傑斯、編曲：風戶慎介
- 片頭曲(2)『微笑的魔法』(第1話~第40話)(錄影帶、DVD版等)
  - 作詞：石井惠、歌：伊東惠里、作曲：岸正之、編曲：風戶慎介
- 片尾曲『張開你的雙手』(第1話~第40話)
  - 作詞：石井惠、歌：伊東惠里、作曲：風戶慎介、編曲：風戶慎介
- 插入歌1『悠閒的星期一』
  - 作詞：和平博物館創造會、歌：勝生真沙子、安達忍、川村萬梨阿、松岡洋子、白鳥由里、石川寬美、鈴木砂織、渡邊菜生子、作曲：風戶慎介、編曲：風戶慎介
- 插入歌2『太陽的笑容』
  - 作詞：渡邊夏美、歌：伊東惠里、作曲：風戶慎介、編曲：風戶慎介
- 插入歌3『野玫瑰』
  - 作詞：近藤朔風、歌：伊東惠里、作曲：風戶慎介、編曲：風戶慎介
- 插入歌4『我與星期貓』
  - 作詞：高田博夫、歌：伊東惠里、作曲：風戶慎介、編曲：風戶慎介
- 插入歌5『宛如藍天』
  - 作詞：渡邊夏美、歌：伊東惠里、作曲：風戶慎介、編曲：風戶慎介
- 插入歌6『彩虹色的搖籃曲』
  - 作詞：高田博夫、歌：勝生真沙子、安達忍、川村萬梨阿、松岡洋子、白鳥由里、石川寬美、鈴木砂織、渡邊菜生子、作曲：風戶慎介、編曲：風戶慎介
- 插入歌7『山的招待』
  - 作詞：阪田寬夫、歌：伊東惠里、勝生真沙子、安達忍、川村萬梨阿、松岡洋子、白鳥由里、石川寬美、鈴木砂織、渡邊菜生子、作曲：風戶慎介、編曲：風戶慎介
- 插入歌8『菩提樹』
  - 作詞：近藤朔風、歌：勝生真沙子、安達忍、川村萬梨阿、松岡洋子、白鳥由里、石川寬美、鈴木砂織、渡邊菜生子、作曲：風戶慎介、編曲：風戶慎介
- 插入歌9『別離之歌』
  - 作詞：岡本敏明、歌：勝生真沙子、安達忍、川村萬梨阿、松岡洋子、白鳥由里、石川寬美、鈴木砂織、渡邊菜生子、作曲：風戶慎介、編曲：風戶慎介
- 插入歌10『荒野的盡頭』
  - 作詞：和平博物館創造會、歌：勝生真沙子、安達忍、川村萬梨阿、松岡洋子、白鳥由里、石川寬美、鈴木砂織、渡邊菜生子、作曲：風戶慎介、編曲：風戶慎介
- 插入歌11『平安夜』
  - 作詞：由木康、歌：勝生真沙子、安達忍、川村萬梨阿、松岡洋子、白鳥由里、石川寬美、鈴木砂織、渡邊菜生子、作曲：法蘭茲·克薩佛·格魯伯、編曲：若松正司
- 插入歌12『上天的恩賜』
  - 作詞：高田博夫、歌：勝生真沙子、安達忍、川村萬梨阿、松岡洋子、白鳥由里、石川寬美、鈴木砂織、渡邊菜生子、作曲：風戶慎介、編曲：風戶慎介
- 插入歌13『舒伯特的搖籃曲』
  - 作詞：近藤朔風、歌：勝生真沙子、安達忍、川村萬梨阿、松岡洋子、白鳥由里、石川寬美、鈴木砂織、渡邊菜生子、作曲：風戶慎介、編曲：風戶慎介
- 插入歌14『牧場的音樂會』
  - 作詞：高田博夫、歌：勝生真沙子、安達忍、川村萬梨阿、松岡洋子、白鳥由里、石川寬美、鈴木砂織、渡邊菜生子、作曲：風戶慎介、編曲：風戶慎介

※此故事是世界名作劇場裡，插入歌最多的一部。

## 標題播映表
| 話數 | 副標題                 | 播映日         | 腳本     | 分鏡                          | 演出                          | 作畫監督          |
| ---- | ---------------------- | -------------- | -------- | ----------------------------- | ----------------------------- | ----------------- |
| 1    | 我自願當個修女         | 1991年1月13日  | 城谷亞代 | 楠葉宏三                      | 楠葉宏三                      | 入江篤            |
| 2    | 當個修女的未來         | 1991年1月20日  | 城谷亞代 | 楠葉宏三                      | 楠葉宏三、中西伸彰            | 加藤裕美          |
| 3    | 艦長與7個孩子們        | 1991年1月27日  | 城谷亞代 | 楠葉宏三                      | 楠葉宏三                      | 大城勝            |
| 4    | 第26位家庭教師         | 1991年2月3日   | 城谷亞代 | 關戶始                        | 楠葉宏三                      | 入江篤            |
| 5    | 瑪莉亞是騷動的罪魁禍首 | 1991年2月10日  | 城谷亞代 | 齊藤次郎                      | 齊藤次郎                      | 加藤裕美          |
| 6    | 迷路與餓肚子的騷動     | 1991年2月17日  | 城谷亞代 | 楠葉宏三                      | 楠葉宏三                      | 大城勝            |
| 7    | 大人都不能相信         | 1991年2月24日  | 城谷亞代 | 加賀剛                        | 楠葉宏三、加賀剛              | 加藤裕美          |
| 8    | 禮儀規矩最重要！？     | 1991年3月3日   | 城谷亞代 | 楠葉宏三、中西伸彰            | 楠葉宏三                      | 大城勝            |
| 9    | 崔普男爵的未婚妻？     | 1991年3月10日  | 城谷亞代 | 齊藤次郎                      | 齊藤次郎                      | 加藤裕美          |
| 10   | 縫紉機與小提琴         | 1991年3月17日  | 城谷亞代 | 加賀剛                        | 楠葉宏三、加賀剛              | 大城勝            |
| 11   | 玩泥巴遊戲最棒了！     | 1991年3月24日  | 城谷亞代 | 楠葉宏三、中西伸彰 佐土原武之 | 楠葉宏三、中西伸彰 佐土原武之 | 加藤裕美          |
| 12   | 瑪莉亞風味的巧克力蛋糕 | 1991年4月28日  | 城谷亞代 | 楠葉宏三                      | 楠葉宏三                      | 田中穣            |
| 13   | 唐·吉訶德的初戀        | 1991年5月5日   | 城谷亞代 | 楠葉宏三、齊藤次郎            | 齊藤次郎                      | 大城勝            |
| 14   | 音樂盒的秘密           | 1991年5月12日  | 城谷亞代 | 加賀剛                        | 楠葉宏三、加賀剛              | 加藤裕美          |
| 15   | 瑪蒂娜與小熊妮可拉     | 1991年5月19日  | 城谷亞代 | 楠葉宏三                      | 楠葉宏三                      | 遠井和也 細井信宏 |
| 16   | 瑪莉亞老師不在家       | 1991年5月26日  | 城谷亞代 | 楠葉宏三、中西伸彰 佐土原武之 | 楠葉宏三、中西伸彰 佐土原武之 | 大城勝            |
| 17   | 受傷的小鹿             | 1991年6月2日   | 城谷亞代 | 楠葉宏三、齊藤次郎            | 齊藤次郎                      | 田中穣            |
| 18   | 萬物的一切             | 1991年6月9日   | 城谷亞代 | 楠葉宏三                      | 楠葉宏三                      | 加藤裕美          |
| 19   | 伊凡妮小姐的土產       | 1991年6月16日  | 城谷亞代 | 加賀剛                        | 楠葉宏三、加賀剛              | 伊武菜鳥 細井信宏 |
| 20   | 各自的人生             | 1991年6月23日  | 城谷亞代 | 楠葉宏三                      | 楠葉宏三                      | 加藤裕美          |
| 21   | 崔普男爵的決定         | 1991年6月30日  | 城谷亞代 | 則座誠、齊藤次郎 楠葉宏三     | 齊藤次郎                      | 田中穣            |
| 22   | 1個人活下去？          | 1991年7月7日   | 城谷亞代 | 楠葉宏三                      | 楠葉宏三、加賀剛              | 加藤裕美          |
| 23   | 對天使的心願           | 1991年7月14日  | 城谷亞代 | 楠葉宏三                      | 楠葉宏三                      | 伊武菜鳥 細井信宏 |
| 24   | 聖誕頌                 | 1991年8月4日   | 城谷亞代 | 楠葉宏三、中西伸彰 佐土原武之 | 楠葉宏三、中西伸彰 佐土原武之 | 大城勝            |
| 25   | 白銀色的阿爾卑斯山     | 1991年8月11日  | 城谷亞代 | 楠葉宏三、則座誠              | 則座誠                        | 田中穣            |
| 26   | 橘子與花苗             | 1991年8月18日  | 城谷亞代 | 楠葉宏三                      | 楠葉宏三                      | 加藤裕美          |
| 27   | 昨天、今天、明天       | 1991年8月25日  | 城谷亞代 | 齊藤次郎                      | 齊藤次郎                      | 細井信宏          |
| 28   | 淘氣的阿嘉特           | 1991年9月1日   | 城谷亞代 | 加賀剛                        | 楠葉宏三、加賀剛              | 大城勝            |
| 29   | 為人妻、為人母         | 1991年9月8日   | 城谷亞代 | 楠葉宏三                      | 楠葉宏三                      | 加藤裕美          |
| 30   | 和我結婚吧！？         | 1991年9月15日  | 城谷亞代 | 斎藤次郎、則座誠 楠葉宏三     | 齊藤次郎                      | 田中穣            |
| 31   | 神的旨意               | 1991年9月22日  | 城谷亞代 | 楠葉宏三                      | 楠葉宏三                      | 細井信宏          |
| 32   | 七月新娘               | 1991年9月9日   | 城谷亞代 | 中西伸彰                      | 楠葉宏三、中西伸彰            | 大城勝            |
| 33   | 真正的家人             | 1991年10月20日 | 城谷亞代 | 楠葉宏三                      | 楠葉宏三                      | 加藤裕美          |
| 34   | 家庭合唱團誕生         | 1991年10月27日 | 城谷亞代 | 加賀剛                        | 楠葉宏三、加賀剛              | 細井信宏          |
| 35   | 歌聲隨風飄揚           | 1991年11月3日  | 城谷亞代 | 則座誠                        | 楠葉宏三、則座誠              | 田中穣            |
| 36   | 納粹入侵               | 1991年11月24日 | 城谷亞代 | 齊藤次郎                      | 齊藤次郎                      | 大城勝            |
| 37   | 新口號                 | 1991年12月1日  | 城谷亞代 | 加賀剛                        | 楠葉宏三、加賀剛              | 伊藤廣治          |
| 38   | 漢斯的秘密             | 1991年12月8日  | 城谷亞代 | 楠葉宏三                      | 楠葉宏三                      | 細井信宏          |
| 39   | 驕傲與信念             | 1991年12月15日 | 城谷亞代 | 則座誠                        | 楠葉宏三、則座誠              | 田中穣            |
| 40   | 再見了！我的祖國       | 1991年12月22日 | 城谷亞代 | 楠葉宏三                      | 楠葉宏三                      | 大城勝            |

## 外部連結
- 互联网电影数据库（IMDb）上《崔普一家物語》的资料（英文）